# Depot von Tottleben
Das Depot von Tottleben (auch Hortfund von Tottleben) ist ein Depotfund der frühbronzezeitlichen Aunjetitzer Kultur (2300–1550 v. Chr.) aus Tottleben im Unstrut-Hainich-Kreis (Thüringen). Der erhaltene Teil des Depots befindet sich heute im Stadtmuseum Erfurt. 

## Fundgeschichte
Das Depot wurde auf einer Anhöhe nördlich von Tottleben gefunden. Die genauen Fundumstände und das Fundjahr sind unbekannt.

## Zusammensetzung
Das Depot bestand ursprünglich aus einer unbekannten Zahl von bronzenen Ringen, von denen die meisten zerschlagen wurden und heute verschollen sind. In Erfurt befindet sich noch ein einzelner offener rundstabiger Ring mit spitzen Enden.